# Cantua Creek
Cantua Creek – jednostka osadnicza w Stanach Zjednoczonych, w stanie Kalifornia, w hrabstwie Fresno.